# Шоу, Чарли
Чарльз Шоу (англ. Charles Shaw; 21 сентября 1885, Twechar — 27 марта 1938, Нью-Йорк, Нью-Йорк) — шотландский футболист, играл на позиции вратаря.

## Биография
Шоу начинал карьеру в клубе «Порт Глазго Атлетик». В мае 1907 года перешёл в английский клуб «Куинз Парк Рейнджерс». В составе КПР Шоу отыграл шесть сезонов, став основным вратарём этого клуба, за который сыграл более 220 матчей. После возвращения на родину к Шоу проявил интерес «Селтик». В составе «Селтика» Шоу заменил основного голкипера «кельтов» Джона Малруни, страдавшего от ревматизма.
Дебютировал за «Селтик» 16 августа 1913 года в матче с «Эр Юнайтед» — «Селтик» одержал победу со счётом 5:1. Шоу в том матче вышел на поле в отдельном вратарской форме и стал первым голкипером, одевшим отдельную форму. В своём дебютном сезоне за «кельтов» Шоу сыграл все 38 матчей чемпионата и 26 из них были без пропущенных голов. Этот результат является рекордным в футболе. За «кельтов» Шоу отыграл 12 сезонов и суммарно сыграл во всех турнирах 436 матчей. За эти годы «Селтик» выиграл 6 чемпионских титулов и 2 Кубка Шотландии. В 1925 году уехал в США, где в течение года играл за «Нью-Бедфорд Уэйлерс».
Скончался 27 марта 1938 года в Нью-Йорке от пневмонии в возрасте 52 лет.

## Достижения
«Селтик»
- Чемпион Шотландии (6): 1913/14, 1914/15, 1915/16, 1916/17, 1918/19, 1921/22
- Обладатель Кубка Шотландии (2): 1913/14, 1922/23